# Marco Matias (Sänger)
Marco Paulo Matias (* 17. Juni 1975 in Solingen) ist ein Sänger, der in Deutschland durch die Castingshow Die deutsche Stimme 2003 bekannt geworden ist.

## Leben und Wirken
Marco Matias ist der Sohn portugiesischer Einwanderer, die in den 1970er Jahren nach Deutschland kamen. Erste Bühnenerfahrung sammelte er im Alter von zehn Jahren als Jongleur, Artist und Clown im Cirkus Banaba. Später trat er mit seinem Bruder Jorge als Gesangsduo auf. Seine erste Band hieß Lua Cheia, in die er mit 16 Jahren einstieg. Erste Studioerfahrungen sammelte Marco mit seiner Schülerband The Basement Kids, mit der er die CD Cry for Peace aufnahm. Nach dem Abitur studierte er Romanistik und Anglistik in Köln; nebenbei trat er in Clubs und Bars auf. In dieser Zeit ergab sich auch der Kontakt zu dem A-cappella-Ensemble Voice Sings aus Köln, mit dem er zahlreiche Auftritte absolvierte.
Im Jahr 2000 nahm Marco mit seiner neuen Band Atlanticos in Portugal am „Internationalen Festival Jovem das Comunidades Portuguesas 2000“ (Jugendfestival der portugiesischen Gemeinschaften) teil, das live ausgestrahlt wurde. Beim Telefon-Voting belegte die Gruppe den dritten Platz. Mit Atlanticos nahm Marco auch ein Album auf Portugiesisch auf und war 2001 und 2002 in verschiedenen portugiesischen Fernsehshows zu Gast.
2003 nahm er an der im ZDF ausgestrahlten Castingshow Die deutsche Stimme 2003 teil und kam unter 12.000 Bewerbern unter die letzten neun Kandidaten. Im Finale landete er auf dem zweiten Platz. Im März 2005 belegte er mit seiner Duettpartnerin Nicole Süßmilch beim deutschen Vorentscheid zum Eurovision Song Contest mit dem von Ralph Siegel komponierten Titel A Miracle of Love hinter Gracia den zweiten Platz. Im Herbst 2005 veröffentlichten Marco und Nicole eine weitere gemeinsame Single mit dem Titel Rhythm of Love.
2006 nahm Marco als Teil der Gruppe six4one für die Schweiz am Eurovision Song Contest teil. Der Komponist des Teilnehmerliedes war wiederum Ralph Siegel. Seit 2017 tritt er als Sänger mit der Big Band der Bundeswehr auf.
Seit 2023 ist Matias Teil der Gruppe Dschinghis Khan, bei der er Batou Khan genannt wird.